# Ainapur, Jevargi
Ainapur là một làng thuộc tehsil Jevargi, huyện Gulbarga, bang Karnataka, Ấn Độ.